# Turania
Turania es una localidad italiana de la provincia de Rieti, región de Lacio, con 254 habitantes.

## Evolución demográfica
| Gráfica de evolución demográfica de Turania entre 1861 y 2001 |
|                                                               |
| Fuente ISTAT - Elaboración gráfica por parte de Wikipedia     |